# LNX-BBC
LNX-BBC (BBC = Bootable Business Card) je linuxová distribuce (GNU/Linux) na Live CD, která se vejde na MiniCD o velikostí platební karty.
Distribuce je určena především jako servisní systém pro pracovní stanice a nebo jako terminálový klient pro windows servery.